# Sabine Gruber
Sabine Gruber (ur. 6 sierpnia 1963 w Merano we Włoszech) – austriacka pisarka.

## Życiorys
Studiowała germanistykę i politologię, od 1988 wykładała na Uniwersytecie Ca 'Foscari w Wenecji. Od 2000 roku jest pisarką i mieszka w Wiedniu. Gruber jest członkiem Kongres Pisarzy w Grazu.

## Dzieła
- Aushäusige. Roman. Klagenfurt: Wieser Verlag 1996.
- als TB: Aushäusige. Roman. München: dtv 1999.
- Bis daß ein Tod. Theaterstück. Meran: Theater in der Altstadt, Uraufführung Mai 1997, Regie: Rudi Ladurner
- Fang oder Schweigen. Gedichte. Klagenfurt: Wieser Verlag 2002.
- Die Zumutung. Roman. München: C.H. Beck 2003.
- als TB: Die Zumutung. Roman. München: dtv 2007.
- Über Nacht. Roman. München: C.H. Beck 2007.
- als TB: Über Nacht. Roman. München: dtv 2009.